# KRL & SMN L-Serie
Der „L“-Serie oder „L“-Klasse der beiden niederländischen Reedereien Koninklijke Rotterdamsche Lloyd und Stoomvaart Maatschappij „Nederland“ war eine Baureihe von vier Schnellfrachtern. Beide Reedereien gaben jeweils zwei Einheiten nach Entwürfen des niederländischen Schiffskonstrukteurs Ernst Vossnack bei Nippon Kōkan in Auftrag. Die Schiffe waren für den 1963 eröffneten Nedlloyd-Lijnen-Gemeinschaftsdienst der beiden Reedereien vorgesehen. Es waren die letzten konventionellen Stückgutschiffe der beiden Reedereien, die Anfang 1970 mit den niederländischen Reedereien  Koninklijke Java-China-Paketvaart Lijnen (KJCPL) und der Vereenigde Nederlandsche Scheepvaart Maatschappij (VNS) zur Nederlandse Scheepvaart Unie fusionierten.

## Technik
Der Grundentwurf der Schiffe mit etwa drei Viertel achtern angeordneten Aufbauten und umfangreichem Ladegeschirr unterschied sich nicht grundlegend von zeitgenössischen Linienfrachtern. Die über 160 Meter langen und knapp 24 Meter auf Spanten breiten Schiffe besaßen fünf Laderäume mit Zwischendeck. Im Mittelschiff vor den Aufbauten befanden sich Trockenladeräume mit je drei Decks und nebeneinander angeordneten Luken in drei Reihen. Die Laderäume mit großem Decksöffnungsgrad sollten einen hohen vertikalen Zugang zur Ladung gewährleisten. Die Umschlageinrichtungen in diesem Bereich bestanden aus zwei Kränen zwischen den Luken 3 und 4 und einem Stülcken-Schwergutgeschirr, das die Laderäume 2 und 3 bedienen konnte. Teile des Laderaums waren als Kühl- und Gefrierladeraum ausgeführt. Ein anderer Teil des Laderaums konnte auch als Süßöl-Tank genutzt werden. Alle Schiffe wurden von aus den Niederlanden zugelieferten Sechszylinder-Zweitakt-Dieselmotoren des Typs Stork 35 3/8-67 mit einer Leistung von 17.000 PS angetrieben und erreichten eine Geschwindigkeit von 21 Knoten.
1981 wurden die Einheiten zu Semicontainerschiffen mit höherer Tragfähigkeit umgebaut, wobei die Kräne zwischen den Luken 3 und 4 entfielen.

## Die Schiffe
| KRL & SMN „L“-Serie                 | KRL & SMN „L“-Serie | KRL & SMN „L“-Serie | KRL & SMN „L“-Serie | KRL & SMN „L“-Serie | KRL & SMN „L“-Serie |
| Bauname                             | Bau- nummer         | IMO- Nummer         | Ablieferung         | Umbenennungen und Verbleib |                     |
| ----------------------------------- | ------------------- | ------------------- | ------------------- | --- | ------------------- |
| Leuve Lloyd                         | 249                 | 6617520             | 1966                | 1977 Nedlloyd Leuve, 1989 Leuve, am 2. Mai 1991 zum Abbruch bei Golden Shipbreaking Industries in Chittagong eingetroffen                                            |                     |
| Neder Linge                         | 250                 | 6707193             | 7. Juni 1967        | 1977 Nedlloyd Linge, 1989 Linge, am 12. Februar 1991 zum Abbruch bei Shaheen Enterprise in Chittagong eingetroffen                                                   |                     |
| Loire Lloyd                         | 251                 | 6716924             | September 1967      | 1970 Nedlloyd Loire, 1989 Loire, am 8. Juni 1991 zum Abbruch bei Golden Shipbreaking Industries in Chittagong eingetroffen                                           |                     |
| Neder Lek                           | 252                 | 6728020             | 19. Januar 1968     | 1970 Nedlloyd Lek, 1980 Safocean Mildura, 1987 Nedlloyd Lek, 1987 Sindbad Voyager, 1988 Voyager, am 31. Mai 1991 zum Abbruch bei H Steels in Chittagong eingetroffen |                     |
| Daten: Lloyd’s Register of Shipping |                     |                     |                     | |                     |